# Kolah Darreh
Kolah Darreh (persiska: كله دره) är en ort i Iran.   Den ligger i provinsen Qazvin, i den nordvästra delen av landet, 110 km väster om huvudstaden Teheran. Kolah Darreh ligger 1 183 meter över havet och antalet invånare är 962.
Terrängen runt Kolah Darreh är huvudsakligen platt, men söderut är den kuperad.Runt Kolah Darreh är det ganska tätbefolkat, med 100 invånare per kvadratkilometer. Närmaste större samhälle är Eshtehārd, 16,8 km öster om Kolah Darreh. Trakten runt Kolah Darreh består i huvudsak av gräsmarker.